# Artlessly Falling
Artlessly Falling ist ein Jazzalbum von Mary Halvorsons Gruppe Code Girl. Die am 8. und 9. Dezember 2019 entstandenen Aufnahmen erschienen am 30. Oktober 2020 auf Firehouse 12 Records.

## Hintergrund
Mit Artlessly Falling legte die Gitarristin Mary Halvorson die zweite Veröffentlichung ihrer Songband Code Girl vor. Dafür erweiterte sie das Quintettformat des Debüts von 2018 zu einem Sextett mit zusätzlichem Saxophon, gespielt von Maria Grand. Halvorson komponierte die Musik des Albums rund um acht ihrer eigenen Gedichte, die jeweils in einer bestimmten poetischen Form verfasst waren. Die Formen repräsentieren eine Vielfalt kultureller Ursprünge und Epochen, darunter japanisches Tanka, Sestina aus dem 12. Jahrhundert, italienisches Villanelle und malaiisches Pantoum, notierte Franz A. Matzner.
Das Ergebnis sind fließende und improvisierte Kunstlieder im Stil komplexer, aber eingängiger britischer Art-Rock-Gruppen der 1970er-Jahre wie Henry Cow, Hatfield and the North und Slapp Happy, notierte Jerome Wilson. Diese Verbindung werde durch die Mitwirkung von Robert Wyatt, einem der angesehensten Musiker dieser Szene, der auf drei Titeln singt, sehr deutlich. Weitere
Vokalistin ist Amirtha Kidambi, weiterhin spielten Trompeter Adam O’Farrill und Tenorsaxophonistin Maria Grand. Den engeren musikalischen Kern der Gruppe, der das komplexe Zusammenspiel erdet und musikalisch zugänglich macht, bilden neben Halvorson der Bassist Michael Formanek und der Schlagzeuger Tomas Fujiwara, die bereits in ihrem Trio Thumbscrew zusammengearbeitet hatten.

## Titelliste
- Mary Halvorson's Code Girl: Artlessly Falling (Firehouse 12 Records FH12-04-08-03)[3]

1. The Lemon Trees 7:14
2. Last-Minute Smears 8:57
3. Walls and Roses 3:32
4. Muzzling Unwashed 10:50
5. Bigger Flames 5:15
6. Mexican War Streets (Pittsburgh) 10:39
7. A Nearing 10:29
8. Artlessly Falling 7:16

Wenn nicht anders vermerkt, stammen die Kompositionen von Mary Halvorson.

## Rezeption
Das Album wurde fast durchgängig von der Musikkritik positiv aufgenommen. Thom Jurek verlieh dem Album in Allmusic vier Sterne und schrieb, dieses bemerkenswerte Album lasse sich nicht quantifizieren, sondern nur erleben. Mary Halvorsons Code Girl sei in Methode und Inhalt so launenhaft – und in der Ausführung mysteriös –, dass sie tatsächlich ein eigenes Genre verdiene.
Wenn man Halvorsons kooperative Vorgehensweise kenne, sei es nicht unwahrscheinlich, dass sie für die nächste Veröffentlichung von Code Girl einige neue Überraschungen bereithalte, meinte Troy Dostert in All About Jazz.

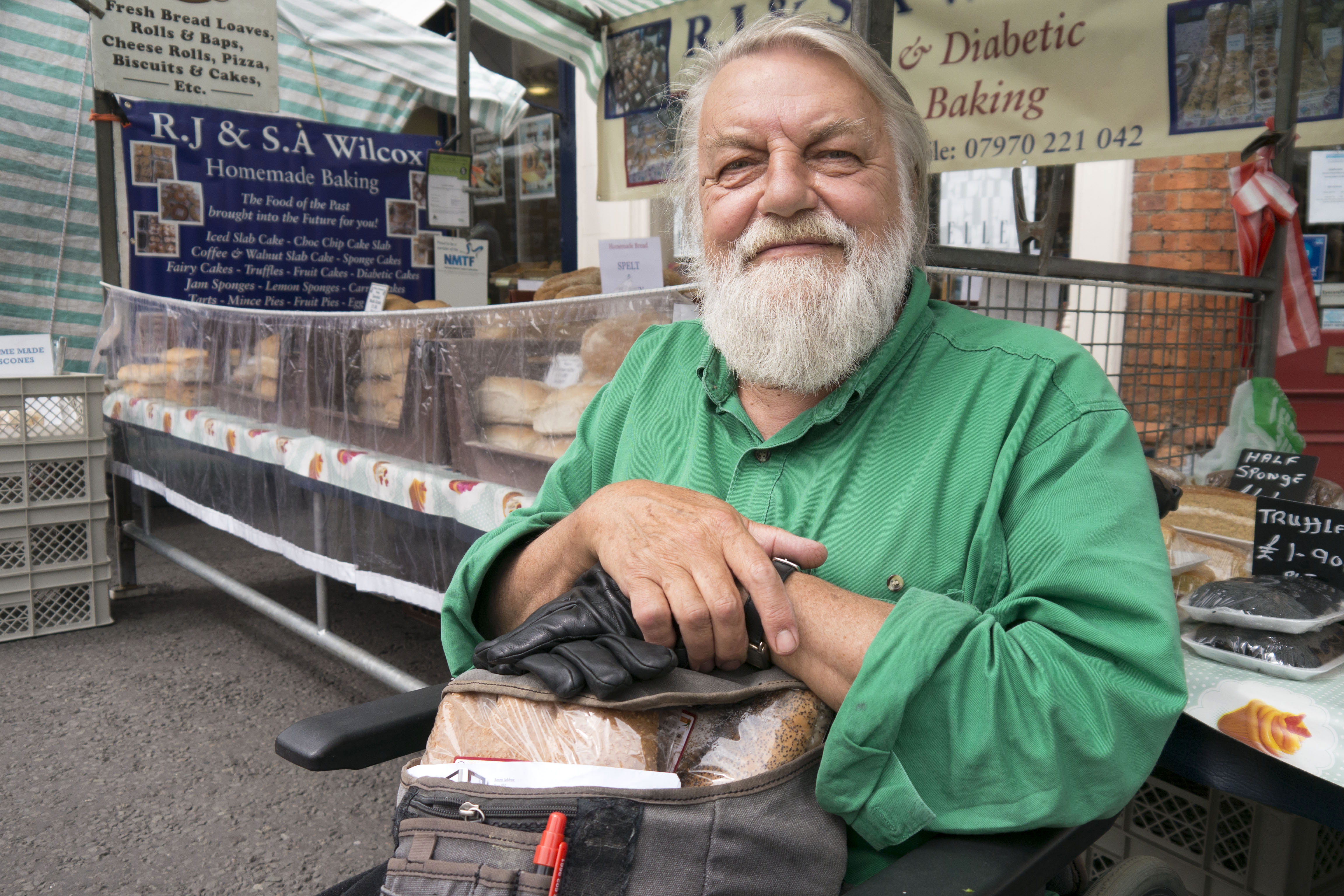
Robert Wyatt (2013)

Dieses Album sei [bis dato] eines der konzentriertesten und intensivsten Dinge, die Halvorson je gemacht habe, urteilte Jerome Wilson in All About Jazz. Wyatts hohe, raue Stimme füge sich wunderbar in die luftigen Gesangsharmonien und die vertikalen Gitarren- und Trompetenlinien von „The Lemon Trees“ ein. Es klinge wie ein verlorener Titel aus seinem klassischen Album Rock Bottom (1974). Außerdem schwebe er mit zitternder Verletzlichkeit über dem verzerrten Gitarrenklimper und den blassen Bläserklängen von „Bigger Flames“ und diene als sanfter Kontrapunkt zu Halvorsons tosendem Gitarrenfreak in „Walls and Roses“. Diese Band erschaffe eine schillernde Klangwelt und mit diesen Liedern das kraftvollste und eindringlichste Gesamtwerk, das Mary Halvorson bisher in ihrer geschäftigen Karriere realisiert habe.
Überraschenderweise habe die Prämisse des Kunstlieds eindeutig einen fruchtbaren Boden für Halvorson und ihre Band geboten, um wunderschön fruchtbare Musik zu präsentieren, lobte Franz A. Matzner in All About Jazz. Artlessly Falling enttäusche nicht; es bestätige Halverson als vielseitige Künstlerin, die sowohl als Komponistin als auch als Musikerin auf dem neuesten Stand sei. Die Grenzen, die sie überschreite, führten jedoch nie zu einer völligen Abstraktion oder einer subtilen Auseinandersetzung mit einzelnen Genres. Alles verschmelze und entwickle sich zu einem Gleichgewicht zwischen diesen Polen, vielleicht eines der Schlüsselelemente, die ihr Genie ausmachten.
Einschränkend meinte Ammar Kalia im Down Beat, das Album sei gewöhnungsbedürftig; sie vergab dreieinhalb Sterne (von fünf) an Artlessly Falling. Dies sei eine Platte, auf der Halvorson komplizierte, schwungvolle Klanglandschaften mit herausfordernden Harmonien male, geschickt begleitet von Michael Formaneks resonantem Bass und den strukturellen Rhythmen von Schlagzeuger Tomas Fujiwara. Doch gerade im Gebrauch der Poesie liege die Tiefe und auch die Schwierigkeit. Hier würden die Zuhörer mit einem wechselhaften Mix aus Wörtern, Formen und Musik konfrontiert – Kombinationen, die ebenso oft zusammenpassten wie sich widersetzten.